# هيلين سيويل
هيلين سيويل (بالإنجليزية: Helen Sewell)‏ هي كاتِبة وكاتبة للأطفال أمريكية، ولدت في 27 يونيو 1896 في Mare Island ‏ في الولايات المتحدة، وتوفيت في 24 فبراير 1957 في نيويورك في الولايات المتحدة.

## وصلات خارجية
- هيلين سيويل على موقع الموسوعة البريطانية (الإنجليزية)